# سیارک ۱۰۱۴۲
سیارک ۱۰۱۴۲ (به انگلیسی: 10142 Sakka، نامگذاری:1993VG1) ده هزار و صد و چهل و دومین سیارک کشف شده‌است که در ۱۵ نوامبر ۱۹۹۳ کشف شد.
قدر مطلق سیارک برابر ۱۲٫۱۰ است.